# Paul Gochet
Paul Gochet, né le 21 mars 1932 à Bressoux et mort le 21 juin 2011 à Bruxelles, est un philosophe et logicien belge, professeur émérite de l'université de Liège. Il a mené des recherches principalement en logique et en philosophie analytique. Il est aujourd'hui reconnu notamment pour ses travaux sur la philosophie de Quine.

## Biographie
Paul Gochet est né à Bressoux dans la banlieue de Liège. Après des études à Liège auprès de Philippe Devaux, traducteur et ami de Russell, il fait des séjours de recherche à Londres et à Oxford, où il reçoit l'enseignement d'Ayer et de Ryle. C'est également de cette époque que datent ses premiers contacts avec Quine, dont il deviendra un spécialiste reconnu. En juillet 1968 il soutient, sous la direction de Devaux, une thèse de doctorat sur la proposition, qui sera publiée quelques années plus tard (Esquisse d'une théorie nominaliste de la proposition, 1972). D'assistant (1961-1969), il devient alors maître de conférences (1969-1972) à l'université de Liège. Il effectue un séjour de recherche à Harvard en 1971, avant de devenir, en 1972, professeur ordinaire à l'université de Liège, où il enseigne la logique et la philosophie anglo-saxonne. Il a notamment été Research Fellow aux universités de Stanford et Berkeley de 1974 à 1975, puis professeur invité au Collège de France en 1981, Research Fellow à la Research School of Social Sciences de Canberra en 1984 et titulaire de la Chaire Francqui à l’université de Gand en 1988. Il est professeur émérite depuis 1997.

## Principales missions scientifiques
- Visite au département de philosophie, université Harvard, six semaines, boursier du FNRS mai-juin 1971.
- Research Fellow de l’American Council of Learned Societies, université Stanford et université de Californie à Berkeley 1974-1975.
- Professeur invité au Collège de France, décembre 1981.
- Research Fellow, Université nationale australienne, Canberra (Research School of Social Sciences), trois mois 1984.
- Titulaire de la Chaire Francqui à l’université de Gand, 1988.
- Research Fellow, Université nationale australienne, Canberra (Automated Reasoning Project) trois mois en 1995.
- Visiting professor, université de Porto Rico, mars 2001.
- Guest Researcher: trois semaines aux universités de Tsukuba et Shizuoka (Japon), novembre-décembre 2003.
- Orateur aux « Conférences Pierre Duhem », Paris, séance inaugurale, avril 2006.

## Appartenances
- Membre de l’Académie royale de Belgique
- Membre de l’Institut international de philosophie
- Membre de l’Académie internationale de philosophie des sciences
- Membre de l’Aristotelian Society (Londres)
- Membre du Centre national de recherche de logique
- Membre de la Société belge de logique et de philosophie des sciences
- Membre de la Société belge de philosophie
- Membre de la Société de philosophie de Louvain
- Membre de la Société de philosophie des sciences (Paris)
- Président d’honneur de la Société de philosophie analytique de 1997 à 2003
- Président honoraire de The European Association for Logic, Language and Information (Amsterdam)
- Ancien président de l'Association for Logic, Language and Information (1999-2001)
- Codirecteur de Section à l'Institut des Hautes de Belgique.

## Participation à des comités éditoriaux
Dialectica, Grazer Philosophische Studien, Logique et analyse, Philosophiques, Revue internationale de philosophie

## Œuvres
- Esquisse d'une théorie nominaliste de la proposition, Paris, Armand Colin, 1972.
- Quine en perspective, Paris, Flammarion, 1978.
- Ascent to Truth, Munich, 1986.
- Le Mot et La Chose, trad. fr. (avec J. Dopp) de W. V. O. Quine, Word and Object, Paris, Flammarion, 1999 (2e éd.)
- Le langage de la perception, trad. fr. (avec B. Ambroise) de J. L. Austin, Sense and Sensibilia, 2e éd. Paris, Vrin, 2007.

Pour une bibliographie complète jusqu’en 1999, voir Logique en perspective. Mélanges offerts à Paul Gochet, François BEETS et Eric GILLET (éds.) éditions Ousia, Bruxelles 2000

### Publications récentes de logique
- Contributions à Philippe Smets et al.(eds.), Non-Standard Logics for Automated Reasoning, London, Academic Press, 1988.
- avec André Thayse, “Intensional Logic and natural language”, “Montague Semantics”, in A. Thayse, et al.(eds.), From Modal Logic to Deductive Databases. Introducing a Logic Based Approach to Artificial Intelligence, Chichester, Wiley, 1989, 55-163. Version française, Paris, Bordas, 1989, traduction en russe, Moscou, Mir, 1998.
- avec Pascal Gribomont, Logique, vol. 1, Méthodes pour l’informatique fondamentale, Paris, Hermès, 1990, 1991, 1998.
- avec Pascal Gribomont, Logique, vol.2. Méthodes pour la vérification des programmes, vol. 2, Paris, Hermès, 1994.
- avec Pascal Gribomont et André Thayse, Logique, vol.3. Méthodes pour l’intelligence artificielle, Paris, Hermès-Lavoisier, 2000.
- "Model Theory and the Pragmatics of Indexicals" in Dialectica, vol.31, 1977, .389-408.
- "La logique du sens" in Les langages, le sens et l'histoire, tome 1, publication de l'université Lille-III, 1977, 225-240.
- "La sémantique récursive de Davidson et de Montague", in Apery et al. Penser les mathématiques, Paris, Le Seuil 1982,72-87, trad . en espagnol et en japonais.
- avec E.Gillet, "Professor Weingartner's Contributions to Epistemic Logic" in G.Schurz and G.D.Dorn (Eds.), Poznań Studies in the Philosophy of Sciences and the Humanities, vol. 24, 1992,.97-115.
- avec E.Gillet, "Le problème de l'omniscience logique", in Dialectica 1993, 143-171.
- avec E.Gillet, "Quantified Modal Logic, Dynamic Semantics and S5" in Dialectica 1999, 243-251.
- “Quantifiers, Being, and Canonical Notation”, in A Companion to Philosophical Logic, D. Jacquette (ed.), Oxford, Blackwell, 2002, 265-80.
- "Preface" in Michel Weber (ed.), After Whitehead: Rescher on Process Metaphysics, Frankfurt / Paris / Lancaster, ontos verlag, 2004, 11-32
- “The Dynamic Turn in Epistemic Logic”, in Knowledge and Belief. Wissen und Glauben W. Loffler and P. Weingartner, (eds.), Vienna, öbvethpt, 2004, 129-34.
- “Hybrid Logic, its theoretical and practical significance”, in Proceedings of the 2003 MLG meeting at Shizuoka, Japan, 2004, 6-9.
- ”Senso comune e logica” in A.Agazzi (ed.), Valore e Limiti del Senso Comune, Milano, FrancoAngeli, 2004, 243-259.
- avec Pascal Gribomont and Didier Rossetto, “Algorithms for Relevant Logic”, Logique et Analyse, 150-51-152, 1995, reprinted in Logic, Thought and Action, D. Vanderveken (ed.), Dordrecht, Springer, 2005, 479-96.
- avec Pascal Gribomont, “Epistemic Logic”, in Dov Gabbay and John Woods, Handbook of the History of Logic, vol.7. Twentieth Century Modalities, Amsterdam, Elsevier 2006, 99-195.
- “Formal Philosophy’, in Masses of Formal Philosophy, V. Hendricks & John Symons, (eds.), Automatic Press, 2006,15-25.
- "Intensional Logic","Modal Logic","Model-Theoretical Semantics","Possible World Semantics", in J.Verschueren et al. (Eds), Handbook or Pragmatics, Amsterdam, John Benjamins, édition mise à jour, 2007.
- « Un problème ouvert en épistémologie : la formalisation du savoir-faire » in Th.Martin (ed.) Les conférences Pierre Duhem 2006, Paris, Vuibert Sciences, à paraître
- « La logique épistémique et le calcul des situations au service de l’Intelligence artificielle », Bulletin de l’Académie Royale de Belgique. Classe des Lettres et des Sciences morales et politiques, Bruxelles, 2007, à paraître

### Publications principales consacrées à la philosophie analytique
- Esquisse d'une théorie nominaliste de la proposition, Paris, Armand Colin, 1972.
- Quine en perspective, Paris, Flammarion, 1978.
- Outline of a Nominalist Theory of Propositions, Dordrecht, Reidel, 1980 (trad. of (1)).
- Quine zur Diskussion, Berlin, Ullstein, 1984 (trad. of (2)).
- Ascent to Truth, Munich, 1986
- avec Jacques Riche, DenisVernant et leurs collaborateurs, recension des ouvrages de philosophie anglo-saxonne du XIXe siècle et du XXe siècle in A.Jacob Encyclopédie Philosophique Universelel : III J.F.Mattéi, Œuvres Philosophiques, tome 2, Paris, P.U.F. 1992.
- “On Sir Alfred Ayer’s Theory of Truth”, in The Philosophy of Sir Alfred Ayer, E. Hahn (ed.) (The Library of Living Philosophers), La Salle Open Court, 1992, 201-20.
- “L’empirisme relatif de Quine” In Michel Meyer (éd.), La philosophie anglo-saxonne, Paris, Presses Universitaires de France, 1993,
- avec Daniel Giovannangeli, "Une philosophie de la communication : les Dialogiques de Francis Jacques", in Communication and Cognition, 1982 (XV, 2), 201-221.
- avec M.Kefer ,"On Lauener's Open Transcendentalism" in Grazer Philosophische Studien, 1993, p. 139-153.
- "Quine's Epistemology" in H.Stakowiacz (Ed.), Pragmatik, Handbuch Pragmatischen
- avec Joseph Dopp, Le Mot et La Chose, traduction du livre de W.V.O.Quine, Word and Object, avec un avant-propos de P.Gochet, Paris, Flammarion,1999 (2e éd.)
- “Relativité de l’ontologie et ontologie réaliste chez Quine. Comment les concilier?”In François Beets et Marc-Antoine Gavray, Logique et Ontologie. Perspectives diachroniques et synchroniques. Liber amicorum in honorem Huberti Hubiani, Liège Presses universitaires, 2005, 115-131.
- « L’être selon Quine », in Jean-Maurice Monnoyer, Lire Quine : logique et ontologie, Paris, Éditions de l’Éclat, 2006, 185-209.
- « Qu’est-ce que la réalité ? : les réponses de Quine et de H. Zwirn », in Philosophia Scientiae, 2006, 10 (2), 23-39.
- Contribution à Philosophie de la physique, Dialogue à plusieurs voix autour de controverses contemporaines et classiques. ouvrage dirigé par Léna Soler, Paris, L’Harmattan, 2006.
- Avec Bruno Ambroise, Le langage de la perception, traduction du livre de J. L. Austin, Sense and Sensibilia, avec une introduction, de B. Ambroise et S. Laugier et un avant-propos de Paul Gochet, (2e éd., Paris, Vrin, 2007).
- "Présentation de The Philosophy of Jaakko Hintikka, The Library of Living Philosophers", à paraître dans Diogène. 2008.

### Publications consacrées à la philosophie belge
- « Recent Developpments of the Philosophy of Science in Belgium » in Zeitschrift für Allgemeine Wissenschafts-theorie, 1975, vol. VI, 145-163, 182-186.
- avec Suzanne Stern Gillet, Notice sur Philippe Devaux, ex Annuaire de l'Académie royale de Belgique, 1985, Gembloux, Duculot, 1985, 153-174.
- « Les contributions de Guy Hirsch à la philosophie des sciences », in Bulletin de la Société mathématique de Belgique, tome XXXVIII, 1986, 9-32.
- « Belgique », in R. Klibanski et D. Pears (éd.), La philosophie en Europe, Paris, Gallimard 1993, 101-123.
- « Philippe Devaux, découvreur de la pensée anglo-saxonne » in Michel Weber et Pierfrancesco Basile, Chromatikon II, Annuaire de la philosophie en procès, Louvain, Presses universitaires de Louvain, 2006, 151-160.

### Débats
- Léna Soler (dir.), Michel Bitbol, Pascal Engel, Bernard d'Espagnat, Paul Gochet et Hervé Zwirn, Philosophie de la physique : Dialogue à plusieurs voix autour de controverses contemporaines et classiques, Paris, L'Harmattan, 2006, 204 p. (ISBN 2-296-00857-7)

## Récompenses et distinctions
- Commandeur de l'ordre de la Couronne
- Grand officier de l'ordre de Léopold II